# Arahunashi, Ron
Arahunashi là một làng thuộc tehsil Ron, huyện Gadag, bang Karnataka, Ấn Độ.